# Col des Pauvres, Vaud
Col des Pauvres är ett bergspass i Schweiz. Det ligger i distriktet Aigle och kantonen Vaud, i den sydvästra delen av landet, 80 km söder om huvudstaden Bern. Col des Pauvres ligger 2 108 meter över havet.